# Hey, I’m Just Like You (альбом)
Hey, I'm Just Like You (с англ. — «Эй, я просто такой, как ты») — девятый студийный альбом канадской инди-поп-группы Tegan and Sara, выпущенный компанией Sire Records 27 сентября 2019 года. Основной сингл «I'll Be Back Someday» («Я вернусь когда-нибудь») был выпущен 25 июля 2019.
| Совокупная оценка | Совокупная оценка |
| Источник          | Оценка            |
| ----------------- | ----------------- |
| Metacritic        | [ 3 ]             |
| Оценки критиков   |                   |
| Источник          | Оценка            |
| AllMusic          | 4/5               |
| Pitchfork         | 7.1/10            |

## Предыстория и запись
Работая над мемуарами «High School», дуэт нашел десятки кассетных записей песен, написанных ими в возрасте от 15 до 17 лет. С апреля 2019 года они начали переписывать части текстов, но сохранили «сущность» каждой песни и сказали: «Это альбом мы никогда не смогли бы записать, будучи подростками. Он полон глубины строк, которые мы не могли бы написать, являясь взрослыми».
После анонса дуэт сказал, что альбом будет содержать элементы: «рока и панк корней с ударными частями поп культуры»   и что это первый «альбом Tegan and Sara, который выпущен, исполнен, спланирован, сведен и проработан командой из одних женщин».

## Продвижение
Tegan and Sara анонсировали альбом 9 июля с трейлером, демонстрирующим домашнее видео о там как подростки играют на гитаре, смешанном с новыми кадрами их работы над новыми версиями песен. 
22 июля был анонсирован первый сингл "I'll Be Back Someday". Он был выпущен 25 июля. Второй выпущенный сингл был заглавным треком 6 сентября вместе с лирическим видео, состоящим из видеозаписей двух подростков.
Тур в поддержку альбома исполнителей и их мемуаров High School был объявлен на 24 июля. Он будет состоять в основном из акустических исполнений песен из альбома, а также старых песен двух полюбившихся нам девушек в старшей школе.

## Список композиций
Доступно на Apple Music. Продюсер всех мелодий — Алекс Хоуп. Создатели — Теган и Сара.
| №                   | Название                                            | Автор(ы)                                | Длительность |
| ------------------- | --------------------------------------------------- | --------------------------------------- | ------------ |
| 1.                  | «Hold My Breath Until I Die»                        | Tegan Quin Sara Quin Alexandra Robotham | 3:42         |
| 2.                  | «Hey, I'm Just Like You»                            |                                         | 3:08         |
| 3.                  | «I'll Be Back Someday»                              |                                         | 3:12         |
| 4.                  | «Don't Believe the Things They Tell You (They Lie)» | T. Quin S. Quin Robotham                | 3:05         |
| 5.                  | «Hello, I'm Right Here»                             | T. Quin S. Quin Robotham                | 3:07         |
| 6.                  | «I Don't Owe You Anything»                          |                                         | 3:24         |
| 7.                  | «I Know I'm Not the Only One»                       | T. Quin S. Quin Robotham                | 3:00         |
| 8.                  | «Please Help Me»                                    |                                         | 3:10         |
| 9.                  | «Keep Them Close 'Cause They Will Fuck You Too»     | T. Quin S. Quin Robotham                | 3:14         |
| 10.                 | «We Don't Have Fun When We're Together Anymore»     | T. Quin S. Quin Robotham                | 3:17         |
| 11.                 | «You Go Away and I Don't Mind»                      |                                         | 2:53         |
| 12.                 | «All I Have to Give the World Is Me»                |                                         | 2:54         |
| Общая длительность: | Общая длительность:                                 | Общая длительность:                     | 38:08        |

## Участники записи альбома
Взято из Instagram.

### Музыканты
- Tegan Quin – вокал, гитара
- Sara Quin – вокал, гитара, глокеншпиль
- Alex Hope – гитара, клавишные, пианино, синтезатор, программинг, бэк-вокал
- Carla Azar – ударные
- Catherine Hiltz – бас

### Постановка
- Alex Hope – продюсер
- Rachael Findlen – инженер
- Beatriz Artola – сведение
- Emily Lazar – руководитель
- Annie Kennedy – помощник инженера

### Дизайн
- Emy Storey – художественный руководитель
- Trevor Brady – фотограф